# Пежо 205
„Пежо 205“ (Peugeot 205) е модел малки автомобили (сегмент B), произвеждани между 1983 и 1998 година от френския автомобилен конструктор „Пежо“.
Първите „205“ използват двигателя „Douvrin“ от миниавтомобила „Пежо 104“, който по-късно е изцяло замененен от новите „XU“ и „TU“ серии на „ПСА Груп“. Обемът им варира от 954 до 1905 кубически сантиметра. Има както бензинови карбураторни и инжекционни двигатели, така и дизелови и турбодизелови двигатели.
„Пежо 205“ веднага се превръща в пазарен хит. Елементи от дизайна на модела впоследсвтие са заимствани в следващите модели на „Пежо“. В историята на „205“ има един сериозен фейслифт – през 1990 година са променени вратите, сменени са оранжевите мигачи с бели и са добавени нови двуцветни стопове. Производството на „205“ намалява след излизането на моделите „Пежо 106“ и „Пежо 306“, като последните бройки слизат от конвейера през 1998 година. Общо са продадени 5 278 000 броя.
„Пежо 205“ има няколко хотхеч модификации. „Пежо 205 GTI“ идва с 1,6 и 1,9 литрови двигатели. „Пежо 205 1,6 GTI“ в началото е оборудван с двигател „XU5J“ с мощност 105 к.с. (72 kW). През 1987 година двигателят е оборудвана с по-големи клапани от 1,9-литровия мотор, с което мощността ѝ нараства до 115 к.с. (85kW). Към номерацията на двигателя е добавена буквата А и той става „XU5JA“. „Пежо 209 1,9 GTi“ започва с „XU9JA“ с мощност 130 к.с. (96 kW). При по-късните варианти тази мощност спада до 121 к.с. (89kW), заради добавения катализатор.
1,6 и 1,9 литровите двигатели са почти еднакви, с изключение на различния ход на буталата и някои компоненти на инжекциона. Външно двете модификации се различават по полукожените седалки, монтирани на 1,9 литровата, за разлика от 1,6 литровата, която идва с платнена тапицерия. Друга разлика е че 1,9 литровата е оборудвана с 4 дискови спирачки, докато при 1,6 литроната те са само две. Последната разлика, с която модификациите слизат от конвейера е в джантите – 1,6 идва с 14" джанти, докато при 1,9 те са 15".